# Leucoptera smilactis
Leucoptera smilactis là một loài bướm đêm thuộc họ Lyonetiidae. Nó được tìm thấy ở Nhật Bản (Honshu, Kyushu).
Sải cánh dài 6–8 mm. Con trưởng thành bay từ the end of tháng 6 và from the beginning to the end of tháng 8. Ấu trùng ăn Smilax china. Chúng ăn lá nơi chúng làm tổ. 